# Living Shangri-La
Il Living Shangri-La è un grattacielo situato in 1128 West Georgia Street a Vancouver, Canada. L'edificio ospita un hotel a 5 stelle e i relativi uffici nei primi quindici piani, mentre unità residenziali occupano il resto della costruzione. Sono inoltre presenti un centro benessere, un punto vendita Urban Fare e una galleria d'arte moderna.